# Giải bóng đá vô địch quốc gia Fiji
 Fiji Premier League là hạng đấu cao nhất của Hiệp hội bóng đá Fiji tại Fiji.

## Đội bóng hiện tại
- Ba FC
- Labasa FC
- Lautoka FC
- Nadi FC
- Nadroga F.C.
- Rewa FC
- Suva FC
- Dreketi F.C.

## Đội vô địch trước đây

### National Club Championship
- 1986: Tanoa SC (Nadi)
- 1987–88: Không rõ
- 1989: Combine Stars SC (Suva) 1–0 Vunika (Labasa)
- 1990: Không rõ
- 1991: Ba FSC
- 1992: Greenstars 1–0 Ba FSC
- 1993: Lautoka General
- 1994–95: Không rõ
- 1996: Ba FSC
- 1997: Ba FSC
- 1998: Raymonds (Rewa) 1–1 Fiji Sugar Corporation (Raymonds thắng trong loạt sút luân lưu)
- 1999: Kiwi Sports (Labasa) 2–0 KK Nadi Blues
- 2000: Foodtown Warriors (Lautoka) 1–0 Nadi Eagles
- 2001–03: Không tổ chức
- 2003–04: Không rõ
- 2005: General Machinery (Lautoka) 1–0 Malolo (Nadi)
- 2006: General Machinery (Lautoka) 1–1 United (Rewa) (hiệp phụ, 4–1 luân lưu)
- 2007–08: Kriz Signs Uciwai (Nadi) 2–1 United (Rewa)
- 2008: Southern Forest (Navua) 3–0 General Machinery
- 2009: Southern Forest (Navua) 1–0 4R Electric (Ba)
- 2010: 4R Electric (Ba) 1–0 Kings United (Ba)

### League Championship (cho các Quận)
- 1977: Ba FC
- 1978: Nadi FC
- 1979: Ba FC
- 1980: Nadi FC
- 1981: Nadi FC
- 1982: Nadi FC
- 1983: Nadi FC
- 1984: Lautoka FC
- 1985: Nadi FC
- 1986: Ba FC
- 1987: Ba FC
- 1988: Lautoka FC
- 1989: Nadroga F.C.
- 1990: Nadroga F.C.
- 1991: Labasa FC
- 1992: Ba FC
- 1993: Nadroga F.C.
- 1994: Ba FC
- 1995: Ba FC
- 1996: Suva FC
- 1997: Suva FC
- 1998: Nadi FC
- 1999: Ba FC
- 2000: Nadi FC
- 2001: Ba FC
- 2002: Ba FC
- 2003: Ba FC
- 2004: Ba FC
- 2005: Ba FC
- 2006: Ba FC
- 2007: Labasa FC
- 2008: Ba FC
- 2009: Lautoka FC
- 2010: Ba FC[1]
- 2011: Ba FC
- 2012: Ba FC
- 2013: Ba FC
- 2014: Suva FC
- 2015: Nadi FC
- 2016: Ba FC
- 2017: Lautoka FC
- 2018: Lautoka FC

### Club Franchise League
- 2005: 4R Electric Ltd (Ba)
- 2006: Nokia Eagles (Nadi)

## Cầu thủ ghi bàn nhiều nhất
| Mùa giải | Cầu thủ            | Đội bóng   | Số bàn thắng |
| 2001     | Lorima Batirerega  | Ba FC      | 57           |
| 2003     | Keni Doidoi        | Ba FC      | 38           |
| 2006     | Josaia Bukalidi Jr | Ba FC      | 43           |
| 2007     | Maciu Dunadamu     | Labasa FC  | 17           |
| 2008     | Roy Krishna        | Labasa FC  | 31           |
| 2009     | Keni Doidoi        | Lautoka FC | 12           |